# 長倉洋海
長倉洋海（ながくら ひろみ、1952年10月26日 - ）は、日本の写真家。

## 経歴
北海道釧路市生まれ。北海道釧路湖陵高等学校、同志社大学法学部卒業後、時事通信社入社。大学時代の1971年~1977年はベトナム戦争の末期から終戦後であり、あらゆる紙面にベトナム戦争の写真が飾られていた。また、岡村昭彦、石川文洋、沢田教一、ロバート・キャパ、ラリー・バローズなどの著名な写真家のベトナム戦争（第一次インドシナ戦争も含む）写真集などを見ることで、それらの写真に圧倒され、危険を覚悟で戦争を伝えようとする戦場カメラマンに興味を引かれるようになり、報道カメラマンを志す。最初は写真の基礎を学ぶため、新聞社か通信社で働くことを考えていた。そのため、1977年に時事通信社に就職した。しかし、日本国内の事件取材しかできず、特派して貰えなかった。そのため、会社を辞めてフリーになる準備をし始める。入社約3年後の1980年1月に、辞表を提出し、フリーのフォトジャーナリストとなる。1983年、日本写真協会新人賞受賞。1993年、土門拳賞受賞。
2006年9月、フランスペルピニャンの国際フォトジャーナリズム祭で、日本人初の招待写真家として参加。現在も、世界の紛争地に生きる人々の写真を撮り続ける。また、長倉は次世代のジャーナリストや写真家の養成においても強い影響を与えている。具体的には、フォトジャーナリストとして活動している高橋美香は、日本ジャーナリスト専門学校在学中に長倉の写真を見たことがきっかけでパレスチナ問題に関心を抱きはじめ、中東政治に関して深く研究するという強い目的意識を抱いて東京国際大学の国際関係学部に入学し、現在はパレスチナに関する2冊の単著を執筆した新進気鋭のジャーナリストとして活動している。

## 出版

### 写真集
- 『サルバドル 救世主の国』宝島社。日本ジャーナリスト会議奨励賞受賞。
- 『マスード 愛しの大地アフガン』宝島社。土門拳賞受賞
- 『地を這うように 長倉洋海全写真1980-96』新潮社。
- 『人間が好き アマゾン先住民からの伝言』福音館書店。サンケイ児童出版文化賞受賞。
- 『獅子よ瞑れ』福音館書店
- 『ザビット一家、家を建てる』偕成社。講談社出版文化賞受賞。
- 『きみが微笑む時』福音館書店
- 『涙 誰かに会いたくて』PHPエディターズ・グループ
- 『アフガニスタン 山の学校の子どもたち』偕成社
- 『西域の貌』山と渓谷社
- 『地を駆ける』平凡社

### 著書
- 『内戦エルサルバドルの民衆』晩聟社
- 『フィリピン我が祖国』れんが書房新社
- 『激動の世界を駆ける』講談社文庫
- 『フォト・ジャーナリストの眼』岩波新書
- 『峡谷の獅子　司令官マスードとアフガンの戦士たち』朝日新聞社
  - 『マスードの戦い』河出文庫、のち増補版
- 『鳥のように、川のように 森の哲人アユトンとの旅』徳間書店、のち徳間文庫
- 『ぼくが見てきた戦争と平和』バジリコ社
- 『私のフォト・ジャーナリズム』平凡社新書
- 『アフガニスタン　マスードが命を賭けた国』新潮社、増補版・白水社